# 常陸國總社宮大祭

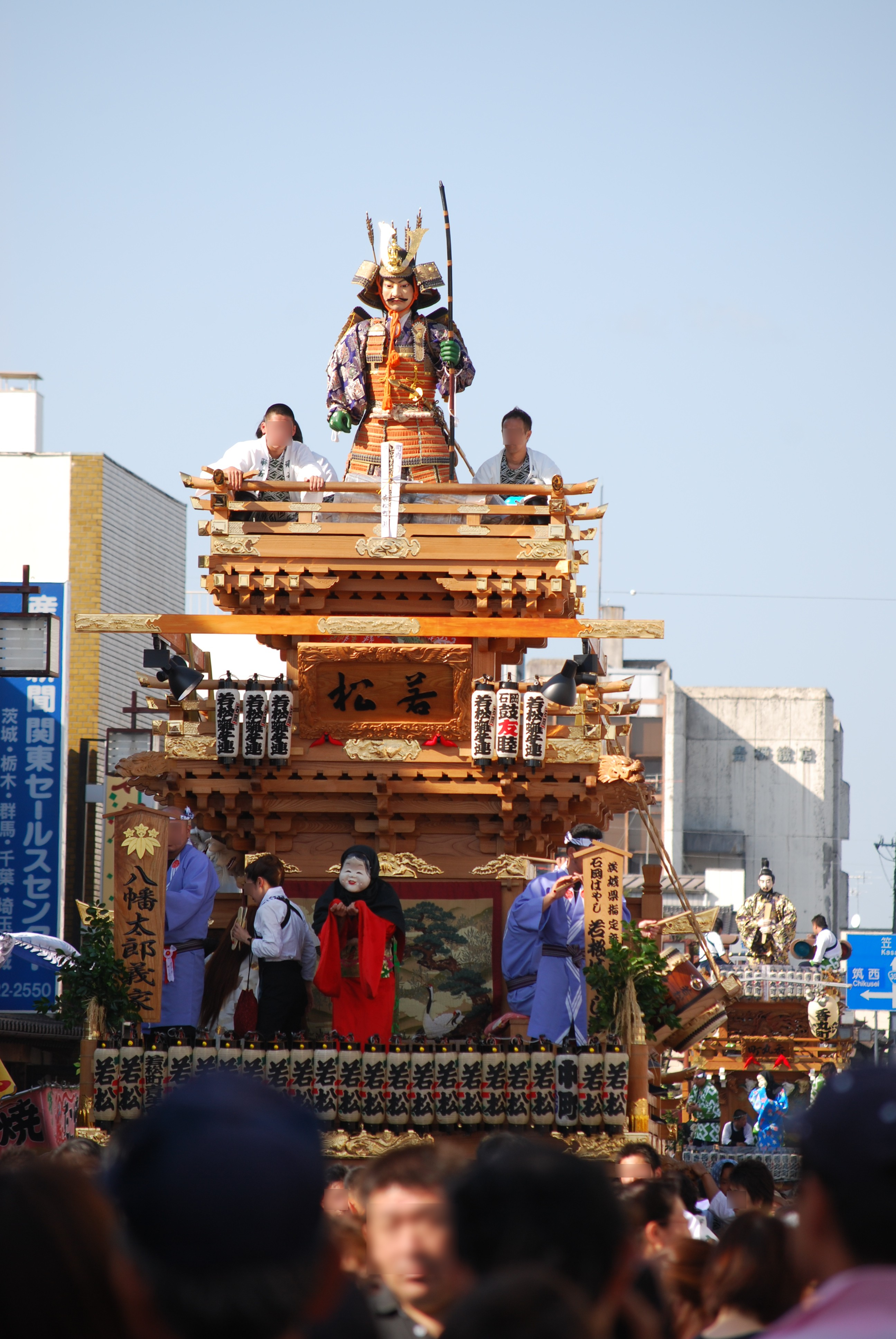
大祭に曳き出される山車

常陸國總社宮例大祭（ひたちのくにそうしゃぐうれいたいさい）は、茨城県石岡市で毎年9月の敬老の日を含む土・日・月に開催される祭事であり、川越氷川祭・佐原の大祭とともに関東三大祭りの一つである。別名を石岡のおまつりという。起源は8世紀頃に武家階級の武運長久、五穀豊穣を祈願し、それが庶民に広まったと言われている。
現在では祭りの3日間に約50万人の観光客が訪れ、山車12台、獅子32台が町中を練り歩き無病息災・交通安全等を願う祭りとなっている。

## 神輿

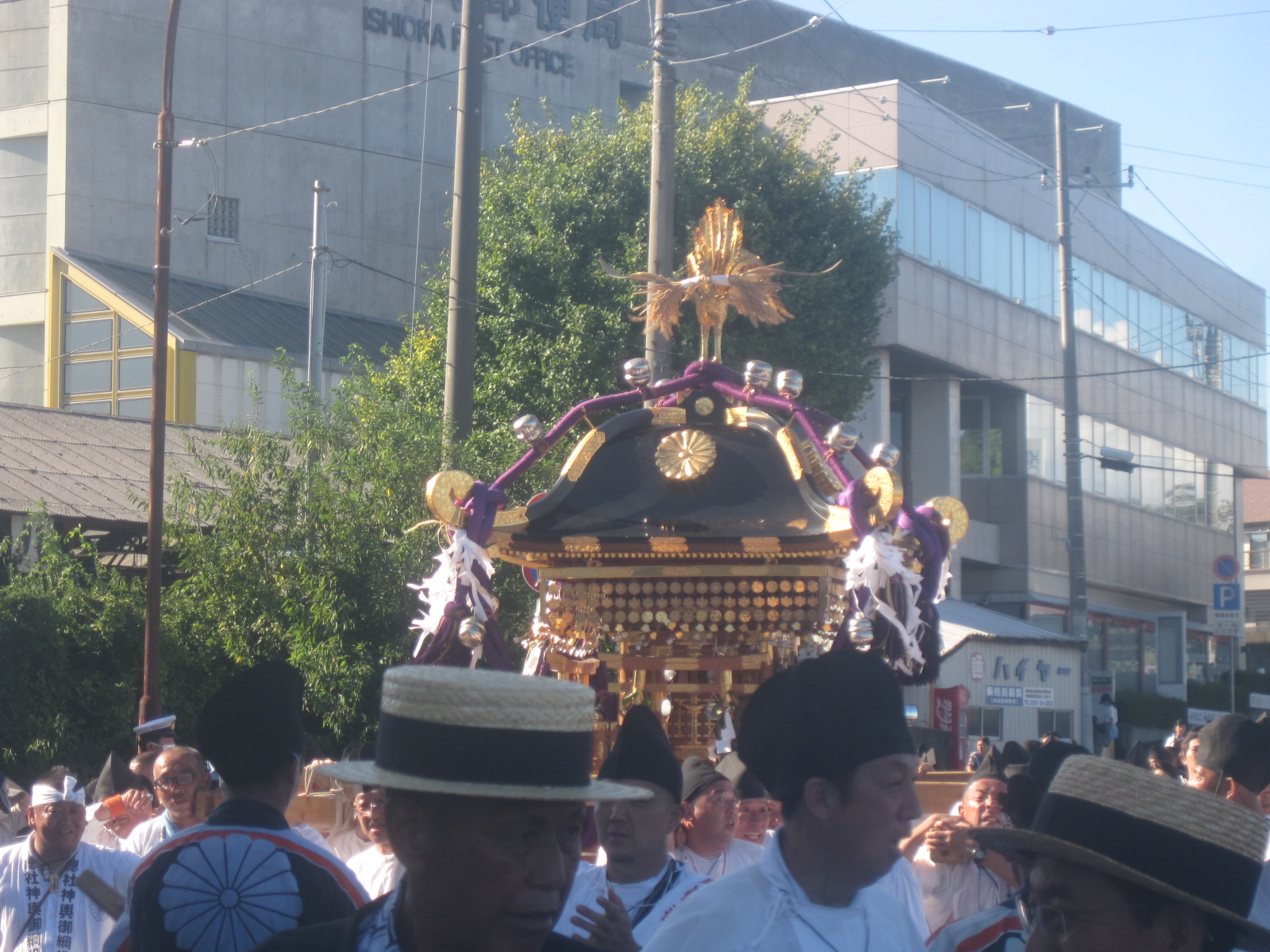
総社宮の大神輿

明治30年9月9日石岡市青木町の棟梁小井戸彦五郎によって制作され、平成9年9月9日栃木県石橋町神輿師小川政次によって修復された。
台輪寸法は4尺（約120cm）、屋根紋は十六菊花紋である。
十六菊花紋をあしらった神輿は全国に25基ほど確認されている。なお天皇家の十六八重菊を付けた御神輿を所有している神社は全国的にも数少なく、日本に3社しかないと言われている。

## ささら

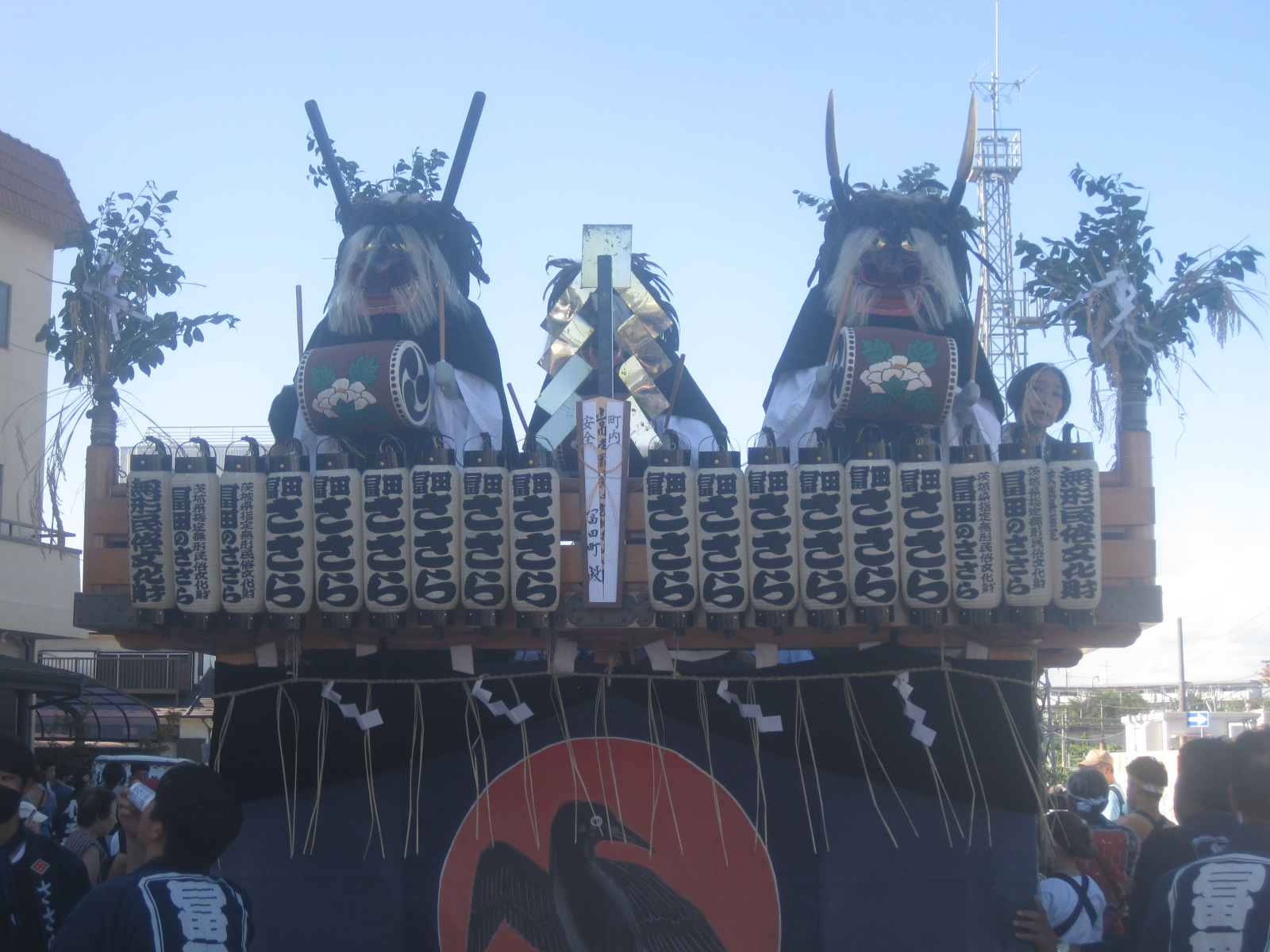
冨田町のささら

ささらとは冨田町のみの出し物で七度半の迎えを受けて出ると言われる最も格式高い出し物である。
また老獅子、若獅子、女獅子とありそれぞれ角の有無等の違いで呼び名が違っている。

## 山車

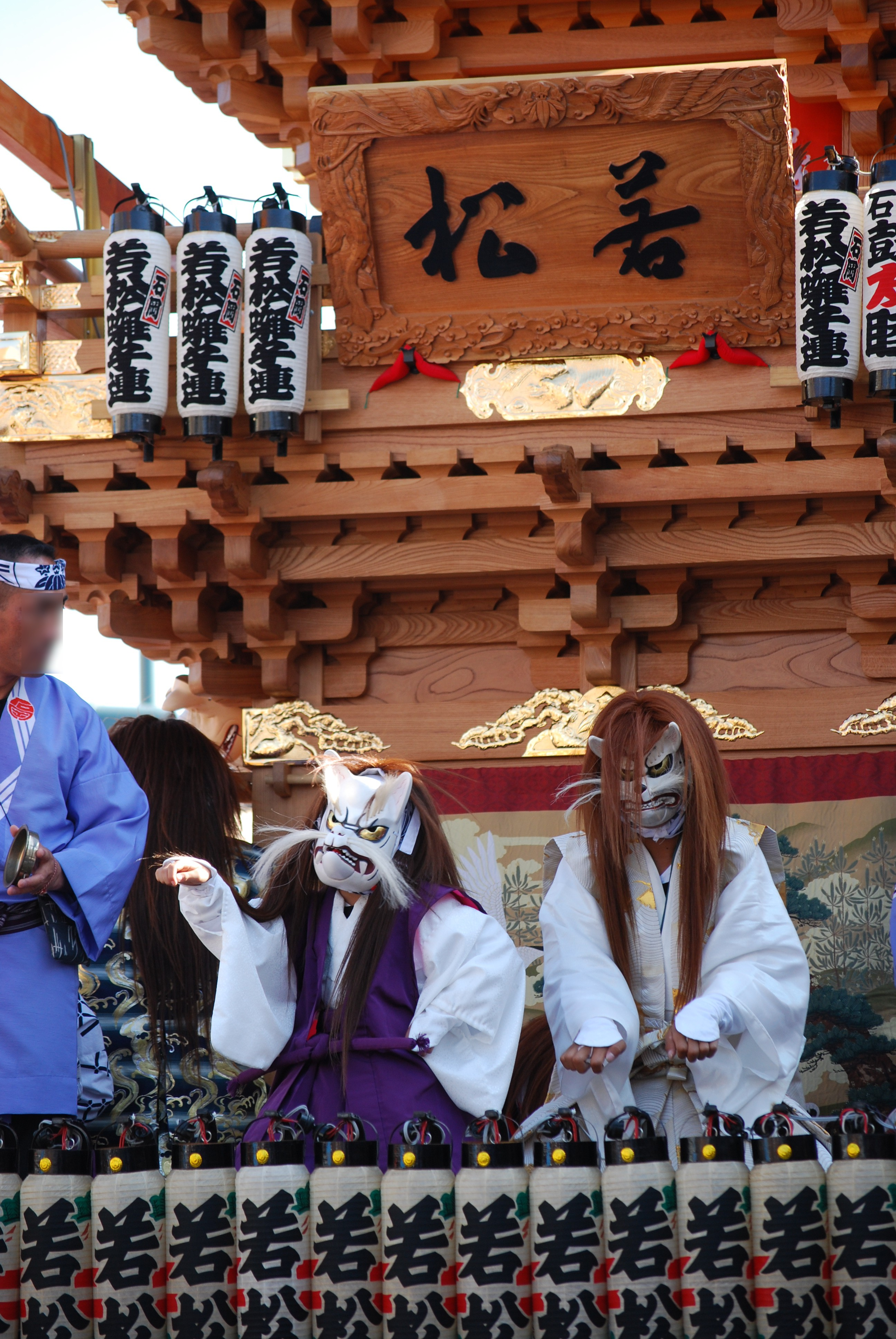
きつねの踊り

石岡のお祭りで最も目を引くのが山車であるが、囃子は大太鼓（大胴）と締め太鼓、笛と鉦で演奏される。
石岡の山車は少々独特であり、正面に踊り場、向かって右に太鼓等の囃子方、踊り場右側に笛師、左側に鉦方が配置される。踊り場では、四丁目（おかめ）仁羽（ひょっとこ）新馬鹿（きつね）の三つの演目がある。
囃子は石岡囃子と呼ばれ旧石岡町時代の周辺農村地域の祭囃子が元となっている。現在石岡囃子と呼ばれている系統では、大きく分けると二つありそれぞれ　三村流（旧三村の三村囃子）、染谷流（旧染谷村の染谷囃子）と呼ばれている。それほど違いはないが、三村流は新馬鹿（きつね）や笛・鉦が入らない撒喜利で区別が可能。
三村流・染谷流ともに石岡囃子として県指定無形民俗文化財に指定されている。
- 金丸町の弁財天および山車（現在は石岡小学校に保存されている）は1922年（大正11年）に東京日本橋魚河岸より購入したものと言われている。山車人形の弁財天は古川長延作とされ、江戸天下祭にも数回出展されている。

- 中町の日本武尊は明治29年、三代目原舟月作で、原舟月最後作品と言われている。金丸町の弁財天とともに市指定有形民俗文化財に指定されている。

## 獅子

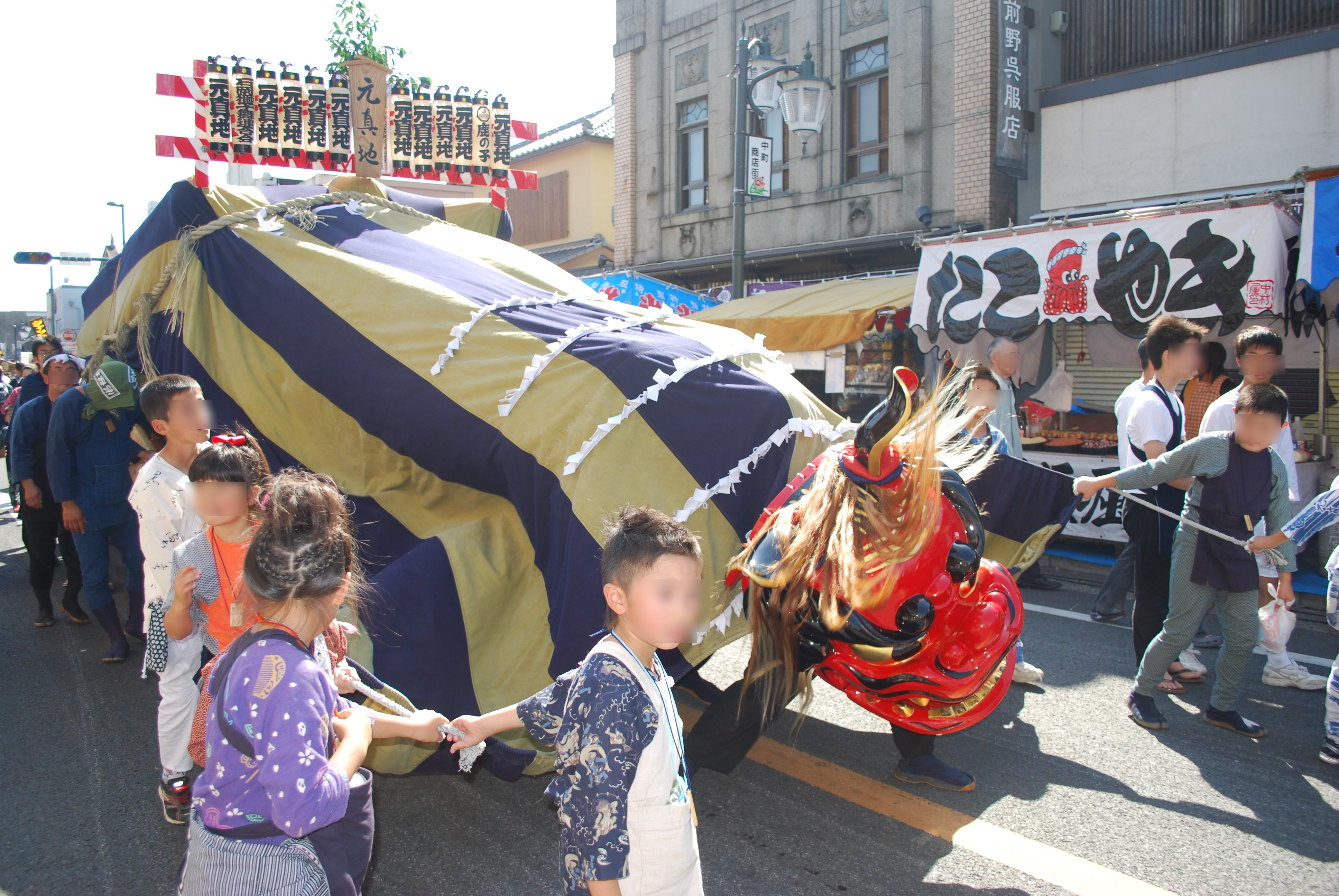
祭礼での獅子

石岡の獅子は独特で、獅子小屋に幌をかぶせ、その幌の先に獅子頭を付け、それを人がかむりながら舞い進む。重さは各町にもよるが、約20kgある。
- 土橋町の獅子は檜材を彫ったもので、表面の漆の下には神札が貼られているとされ、他の獅子よりも格式が高く冨田町のささら、仲之内町の獅子と共に総社宮の中で奉納舞を舞うことを許されている。また、昇殿の舞という独特の舞があり、幣束と鈴を持ち2人一組で舞う。土橋町の獅子頭は茨城県指定有形民俗文化財、囃子は茨城県指定無形民俗文化財に指定されている。

- 仲之内の獅子は全町内で最も大きくて重く約26kg以上ある。また制作年代（明治29年）、作者が明確になっているものの中で最も古いものである。制作方法も通常の寄木ではなく、欅材を用いた特殊な制作方法で作られている。また、伝承は絶えているが仲之内町でも明治期には昇殿の舞が舞われていた。前記の通り冨田町のささら、土橋町の獅子とともに総社宮へ入り奉納舞を舞う。獅子頭は市指定有形民俗文化財に指定されている。

## 年番制度
石岡のおまつりは年番制度の下、執り行われる。年番制度とは、それぞれの町内が毎年交替で祭礼を執り行う制度のことで、現在では15町内が年番町となっている。即ち15年で町内すべてが役割を勤めることになる。年番町は祭礼を執り行う重要な役割の他に、その町内に御仮殿（おかりや）が設営され、三日間の祭礼期間中、御神輿と御神霊が鎮座する。この制度は明治20年に始まった。

## アクセス
- 鉄道利用

JR常磐線石岡駅下車。
- 車利用

常磐自動車道千代田石岡ICから国道6号で約10分。臨時駐車場あり
- 航空機利用

茨城空港から関東鉄道石岡駅行きの路線バスに乗車し、終点下車。

※祭り期間中の3日間は会場から遠い石岡市運動公園、玉里B&G海洋センターにも臨時駐車場が設けられており、そこからは「かしてつバス」（関東鉄道運行）での利用（パーク&ライド）を推奨している。

## 備考
- 祭りの中日である奉祝祭の日は、第14SYビル（石岡市国府2丁目）から茨城放送の『IBSふるさと放送局』が放送される（2022年度以降は放送無し）。
- 2020年度、2021年度は新型コロナウイルスの感染拡大防止に伴い、常陸國總社宮での例祭（神事）を除き、中止となった。2022年度は感染対策を講じて、3年ぶりに通常通りに開催された。なお、2022年度の年番町は本来なら2020年度に担当する予定だった中町が担当した[6]。